# Stade Robert Champroux
Stade Robert Champroux – wielofunkcyjny stadion w Abidżanie, na Wybrzeżu Kości Słoniowej. Służy jako arena piłkarska kilku drużynom, są to: Stade d’Abidjan, Jeunesse Abidżan oraz Stella Club d’Adjamé. Obiekt może pomieścić 20 000 widzów.